# Галляарал
Галляарал (узб. Gʻallaorol) місто в Джиззацькій області Узбекистану, центр однойменного району. 

## Історія
Розташований у 30 кілометрах на захід від Джизаку на річці Санзар яка розділяє хребти Нуратау та Мальгузав. В історичній літературі ця місцевість відома як Тамерланові Ворота. З найдавніших часів долина річки слугувала трактом для караванів та армій та мала стратегічне значення. Однак населений пункт (кишлак) Галляарал з’явився вже у радянський час, у 1926 році та називався Янгикурган. У 1973 році отримав статус міста та сучасну назву.

## Транспорт
Тут проходить автомагістраль М39, що поєднує Самарканд та Ташкент, а також залізнична гілка на ділянці Джизак – Самарканд.

## Економіка
Місто є регіональним агропромисловим та транзитним транспортним центром. Підприємства харчової та будівельної промисловості.

## Пам'ятки
Головні пам’ятки Галляарала – місцеві мечеті та Тамерланові Ворота. 